# Dansk mil
En dansk mil eller blot mil er en længdeenhed på 7.532,48 m.
En mil er 12.000 alen. En mil blev ofte inddelt i fjerdingvej, dvs. en kvart mil (1.883 m).
Mil benyttes ikke mere i Danmark, men langs de danske veje kan der stadig ses gamle milepæle eller milesten. Disse blev ikke kun opsat ved hele antal mil, men ofte også ved kvarte, halve  og trekvarte mil.

## Historie
Milen kan føres tilbage til Romerriget, idet ordet "mil" stammer fra latinsk "mille passum", der betyder "1.000 skridt". Udgangspunkt for Romerrigets afstandsmålinger var en marmorblok på Forum Romanum. Da mil senere blev indført i Danmark, var de noget længere end i Rom og endte efterhånden på en længde omkring 7,5 km. De ældste afstandsmarkeringer i form af milepæle blev i Danmark opstillede af Frederik II og Christian IV i forbindelse med kongeveje anlagte i perioden 1584-1642 dels på Sjælland, dels på strækningen mellem Haderslev og Kolding i Jylland. Opstillingen af milepæle begyndte i 1584 men måtte efter kort tid erstattes af nye på grund af hærværk, og de blev til sidst erstattede af milesten i stedet.
En omorganisering af vejvæsenet skete først efter indførelsen af enevælden i 1660. Ved dette blev det pålagt amtmænd at organisere vedligeholdelse af landevejene, og i forbindelse hermed blev det besluttet at gennemføre en landsdækkende opmåling af vejene. Opgaven blev overdraget Ole Rømer, som i den forbindelse udviklede en ny milevogn for at løse opgaven. Når vejene var opmålede, skulle der placeres milesten på en lille høj ved vejsiden for hver kvarte mil. Milestenene blev ofte forsynede med Christian Vs monogram. Opgaven blev dog ikke fuldført efter planen i første omgang, idet blandt andet Store Nordiske Krig kom i vejen. I 1743 bad Christian VI om en oversigt over tilstanden, herunder om de milesten, som Rømer havde organiseret. Amtmanden for Kronborg Amt oplyste, at "Her i distriktet findes milepæle alene på kongevejen fra Cronborg til Frederiksborg, item på landevejen fra Cronborg til København. De øvrige landeveje er ikke ved milepæle afdelte".
Et nyt fremstød for vejvæsenet skete med vedtagelsen af Forordning om Vejvæsenet i Danmark i 1793. Allerede i 1773 var en ung mand, Christian Frederik Hansen, blevet udnævnt til amtmand i Bøvling og Lundenæs amter, og fra 1794 tillige i Ringkøbing amt. Han var fast besluttet på at rydde op i tidligere tiders slendrian, og en af de opgaver, han tog fat på, var færdiggørelsen af vejopmålingen, og i 1785 startede han med strækningen mellem Ringkøbing og Varde. I årene 1786-1790 fortsatte han med de øvrige landeveje, og på denne måde blev efterhånden opsat 217 milesten.
I 1907 indførtes metersystemet, og dermed forsvandt mil og milestene som længdemål og markering og erstattedes af kilometer og kilometersten.

## Milevogn
For at kunne opsætte milesten korrekt var det nødvendigt at foretage en opmåling "på stedet". Dette skete ved hjælp af en milevogn. En milevogn var oprindelig indrettet omtrent som en trillebør og bestod oprindeligt kun af et hjul monteret på en gaffel med håndtag. Ved at kende omkredsen på hjulet og ved at tælle antallet af omdrejninger, hvilket skete med en stift på hjulet, var det muligt at tælle hvor langt, vognen havde bevæget sig. Senere udvikledes en ordning med et hodometer, som ved hjælp af et tandhjul selv talte antallet af omdrejninger.
Milevognen skal gå tilbage til klassisk oldtid, men den blev "genopfundet" af Leonardo da Vinci, og brugen af den bredte sig efterhånden til hele Europa, herunder Danmark. Den første milevogn i Danmark skal have været en gave til Frederik II fra omkring 1580. Den blev formodentlig anvendt ved opstillingen af milepæle langs kongevejen mellem København, Frederiksborg slot og Kronborg. Senere gennemførte Christian IV en opmåling af vejen mellem København og Korsør, men først under Christian V skete der en landsomfattende opmåling af hovedlandeveje. Ledelsen for denne opgave var overdraget Ole Rømer, der til dette arbejde lod anvende en milevogn, som han selv havde konstrueret.